# Nourrice
Pour les articles homonymes, voir Nourrice (homonymie) et Babysitter (homonymie).
 (janvier 2021).
 (septembre 2023).

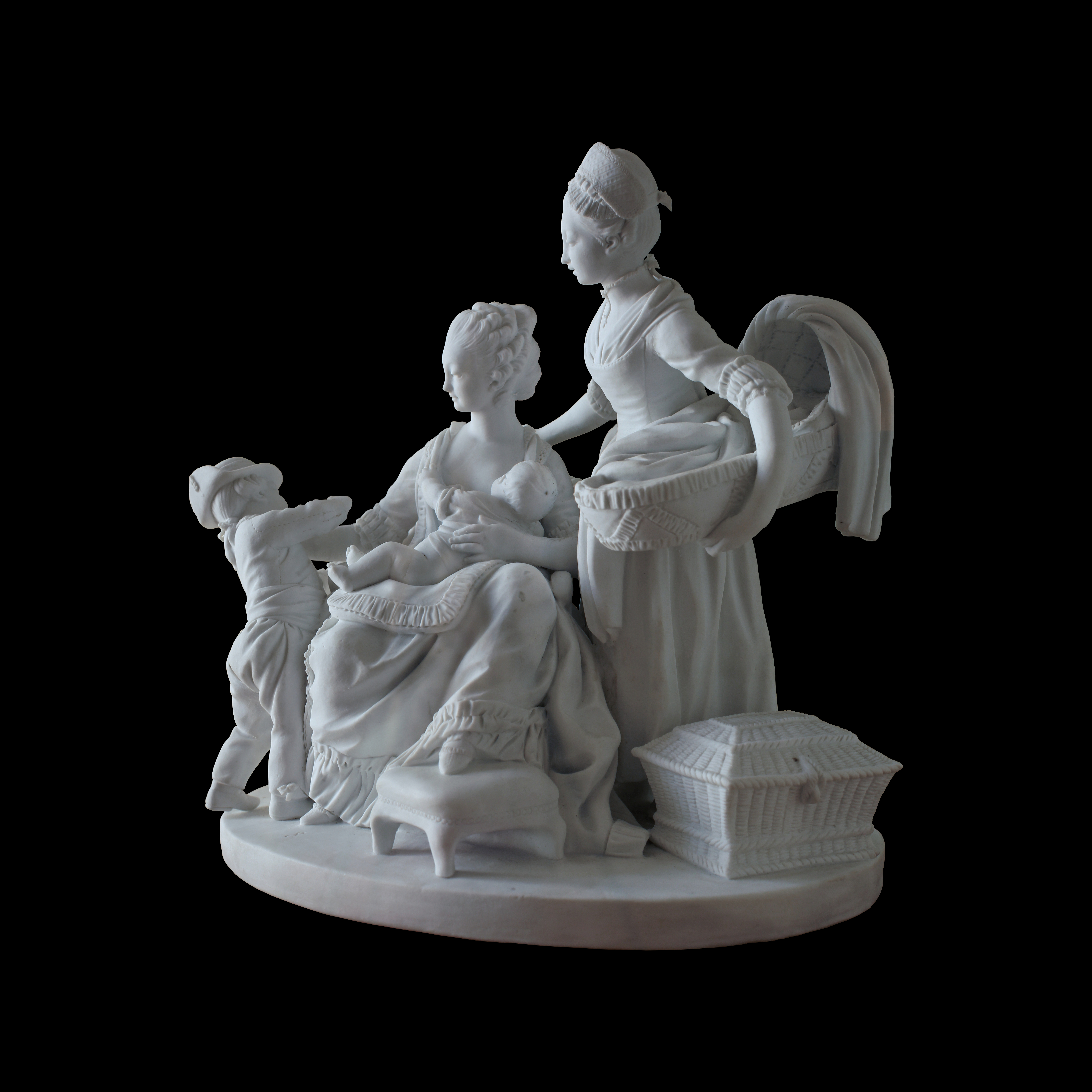
La Nourrice, Josse-François-Joseph Leriche, d'après Louis Boizot, 1775.

Le terme nourrice désigne historiquement une femme chargée d’allaiter un enfant qui n’est pas le sien, en lieu et place de sa mère. Dérivé du latin nutrix, puis nutricia, il désigne à la fois la fonction biologique de l’allaitement et la délégation sociale du soin et de l’éducation de la petite enfance.
Pratique ancienne, attestée dès l’Antiquité dans les milieux aristocratiques, la mise en nourrice se généralise en Europe à partir de l’époque moderne, en particulier dans les sociétés urbaines. Au XIXe siècle, elle devient une institution sociale de grande ampleur, impliquant une main-d’œuvre féminine populaire, souvent rurale, rémunérée pour accueillir ou accompagner les nourrissons de familles bourgeoises ou assistées.
Figure ambivalente, à la fois idéalisée et surveillée, la nourrice incarne un travail de soin genré, corporéisé et de classe, inscrit dans une relation de dépendance et d’inégalité. La littérature médicale, les règlements administratifs et les annonces d’embauche décrivent un idéal de nourrice répondant à des critères physiques et moraux précis — ni trop jeune ni trop vieille, ni trop maigre ni trop grasse, saine, douce, discrète — révélant la construction sociale de ce métier féminin comme un corps à louer au service des autres.
Massivement encadrée par l’État au tournant des XIXe et XXe siècles, la pratique décline après la Première Guerre mondiale, en lien avec la montée du lait artificiel, des structures collectives de garde, et l’émergence de la profession d’assistante maternelle, créée en 1945. Le terme « nourrice » reste toutefois présent dans les usages contemporains, notamment à travers la figure familière de la « nounou », et continue d’habiter les représentations sociales du soin à la petite enfance.
Ainsi, une assistante maternelle, aussi appelée nourrice ou nounou, est une personne qui s'occupe contre rémunération d'un ou plusieurs jeunes enfants qui ne sont pas les siens sur une durée limitée dans le temps.
Il ne faut pas confondre « garde d'enfant à domicile » et « Assistante Maternelle agréée ». La première exerce au domicile des parents tandis que la seconde accueille les enfants à son propre domicile. L'assistante maternelle agréée reçoit une formation par le département, un agrément et un contrôle régulier par les services de la Protection maternelle et infantile. Les deux métiers donnent droit aux familles qui les emploient à une allocation par la Caisse d'allocations familiales (France).
Lorsque la garde est de courte durée et ponctuelle au domicile des parents (quelques heures par jour, notamment en soirée), on emploie l’anglicisme baby-sitter ou gardienne.

## Histoire de la mise en nourrice en France

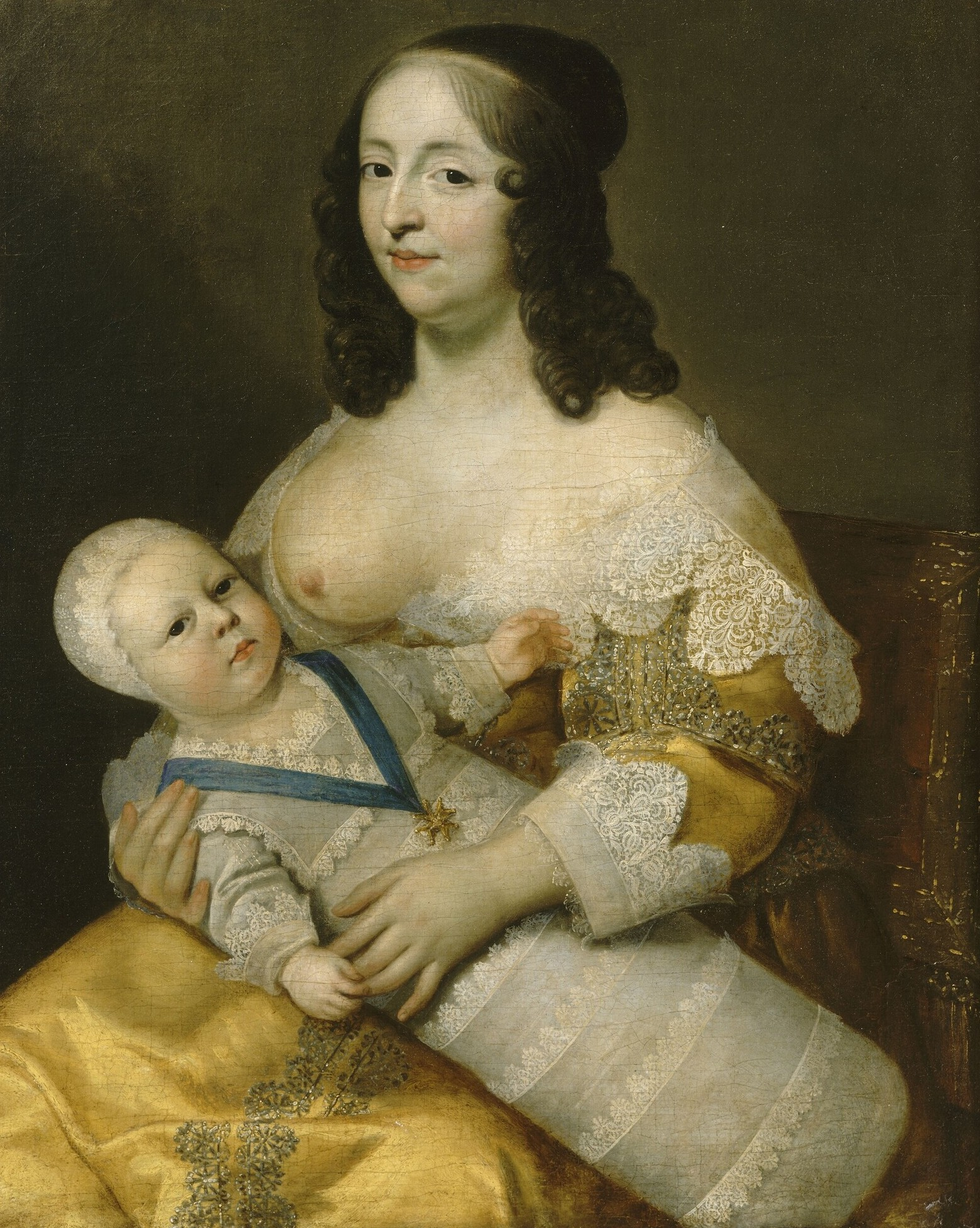
Louis XIV et sa nourrice, Dame Longuet de La Giraudière, en 1638. (Henri et Charles Beaubrun).

La mise en nourrice, c'est à dire la délégation de l’allaitement, des soins et de l’éducation à une autre femme — est une pratique ancienne, attestée dès l'Antiquité dans les familles aristocratiques.
L’image de la nourrice était déjà très présente avec les mythes grecs et romains. Ainsi, Thémis, une titanide, avait déjà le rôle de nourrice auprès d’Apollon. De plus, les fondateurs de Rome, Remus et Romulus ont été allaités par une louve. Dès l’Antiquité, on assiste aux prémices de cette profession. En effet, à la naissance de l’enfant, la mère était entourée d’une sage-femme et d’assistantes. Celles-ci donnaient les premiers soins à l’enfant. Par la suite, le nourrisson était gardé par une esclave qui était spécialisée aux soins de la petite enfance.
Il était courant de faire appel à une nourrice, si la mère ne pouvait pas, ou ne souhaitait pas allaiter, par exemple en cas de naissances multiples ou de maladie (les morts en couche étant extrêmement fréquentes). Les nourrices étaient soit logées chez leur employeur, soit restaient chez elles, où elles accueillaient l'enfant.
Au Moyen Âge, dans la noblesse, confier l'enfant à une nourrice permettait aussi à la mère d'enfanter de nouveau plus tôt et de s'assurer un héritier. Certaines légendes avançaient aussi que l'allaitement maternel était néfaste pour l'enfant. Par ailleurs, l'allaitement pour les aristocrates renvoyait à une animalité mal acceptée, les besoins affectifs du bébé étaient largement ignorés, la proximité mère-enfant étant juste bonne pour les familles du « bas peuple ». Au Moyen Âge, pour les familles nobles, il existait même des berceresses. Leur rôle était de bercer l’enfant. De plus, c’est au Moyen Âge que la bourgeoisie a commencé à apparaître. Par conséquent, il était plus demandé à la mère d’être une femme que d’assurer son rôle maternant. De ce fait, les nourrissons étaient confiés à des femmes issues de milieux populaires ayant pour rôle d’allaiter. Néanmoins, les conditions de garde sont précaires. Si par chance, le bébé a survécu au voyage, sur place, il est logé avec plusieurs autres enfants et dort dans des sacs suspendus ou encore avec la nourrice qui peut l’écraser dans son sommeil.
Les enfants allaités par la même nourrice étaient appelés frères ou sœurs « de lait » (par opposition aux frères ou sœurs « de sang »).
Si jusqu’au XVIIe siècle, la mise en nourrice constitue une pratique réservée à l’aristocratie et à la bourgeoisie urbaine, au XVIIIe siècle, elle se développe dans les classes populaires urbaines où les femmes placent leurs enfants pour pouvoir travailler à plein-temps: à Paris et à Rouen c’est près d’un enfant d’artisan sur deux qui est placé en nourrice. "De cette massification perçue par les pouvoirs publics comme l’avènement d’un vaste "trafic de nourrissons" découle une mise en administration du marché nourricier". Les déclarations royales de 1715 et 1727 et la promulgation en 1781 d’un Code des nourrices marquent les débuts d’une organisation hospitalière, sanitaire et policière du commerce nourricier. Il pose les fondements d’une mise sous tutelle étatique et municipale qui culmine dans la loi Roussel relative à la protection de la petite enfance et à l’encadrement systématique des enfants placés en nourrice de 1874.
La mise en nourrice a été une des plus grandes causes de la mortalité infantile. En effet, un bébé sur quatre mourait avant d’avoir atteint sa première année. Le plus grand facteur étant le manque d’hygiène très répandu à cette époque, ainsi que le manque d’attention pour le nourrisson. Celui-ci n’était pas considéré comme une personne à part entière tant qu’il n’avait pas acquis la faculté de langage. Cependant, c’est à partir de cette époque que les personnes ont pris conscience que l’alimentation du bébé était à revoir.
À l'époque moderne, les mères qui ne pouvaient pas allaiter leurs bébés les confiaient à une nourrice à domicile pour les familles les plus aisées ou les envoyaient chez des nourrices à la campagne pour les classes sociales moins favorisées. Moins fréquemment elles donnaient aux nourrissons des laits artificiels préparés par elles-mêmes, le plus souvent à base de lait de vache non stérile, ce qui provoquait la mort de nombreux bébés, mortalité également fréquente chez les bébés allaités par les nourrices de campagne qui louaient souvent leurs services à plusieurs familles pour gagner plus d'argent. 
La pratique de la mise en nourrice ne connaît un réel déclin qu’au début du XXe siècle. Pendant tout le XIXe siècle, elle reste florissante dans les régions pauvres, peu industrialisées et éloignées des spécialisations économiques induites par les révolutions industrielles à l'instar du Morvan. À cette époque, elle concerne environ 10 % des nourrissons à l’échelle nationale, bien que cette proportion varie fortement selon les localités et la taille des villes, les grands centres urbains confiant entre un tiers et deux tiers de leurs nourrissons à des nourrices. La Première Guerre mondiale marque un tournant décisif, notamment en raison de la pénurie de nourrices qu’elle entraîne. L’entre-deux-guerres fit apparaître des changements majeurs : la crise de l’emploi féminin, le développement du lait maternisé, la généralisation de nouveaux modes de garde comme les crèches et la garde de jour, ainsi que l’évolution du rôle des nourrices, désormais plus centrée sur la garde et les soins, en vertu de l’ordonnance de 1945. Ces transformations sonnent le glas de cette pratique séculaire, qui disparaît progressivement après la Seconde Guerre mondiale.

## Les Assistantes maternelles à l'époque contemporaine

### En France
En France, les nourrices ont un statut particulier qui s'appelle assistante maternelle et qui nécessite un agrément et une formation professionnelle obligatoire. Une assistante maternelle accueille chez elle ou en regroupement (maison d'assistantes maternelles) de manière non permanente (11 h par jour maximum sauf dérogation), et moyennant rémunération, de un à quatre enfants maximum (quelle que soit la situation professionnelle des parents). C'est en France le mode de garde le plus employé, par choix ou par nécessité mais ce n'est que récemment que cette profession a été organisée dans un cadre statutaire précis. L'association la plus ancienne s'appelle l'UFNAFAAM. Elle a été créée en 1983, par fusion de plusieurs associations.
En France, les assistantes maternelles sont contrôlées par la Protection maternelle et infantile. L'assistante maternelle est l'un des cinq modes de garde d'enfant subventionné par l'État (voir PAJE). Le Centre National Pajemploi est l'organisme public de référence en matière de relation entre les assistantes maternelles et les parents employeurs. C'est lui qui verse par exemple le complément de libre choix du mode de garde aux parents-employeurs. Des dispositifs existent pour aider les parents à payer le salaire de leur assistante maternelle, notamment ceux de la Caf, qui peut prendre en charge une partie de la rémunération. En France, les assistantes maternelles sont rémunérées sous forme de salaire horaire par enfant. En 2019, celui-ci est de 3,52 € net par heure par enfant en moyenne, bien que de fortes variations existent selon les régions. La France est le pays le moins cher d'Europe pour les assistantes maternelles, grâce à un système d'aides efficace : 119 € par mois pour une famille au revenu médian.

#### Statut professionnel

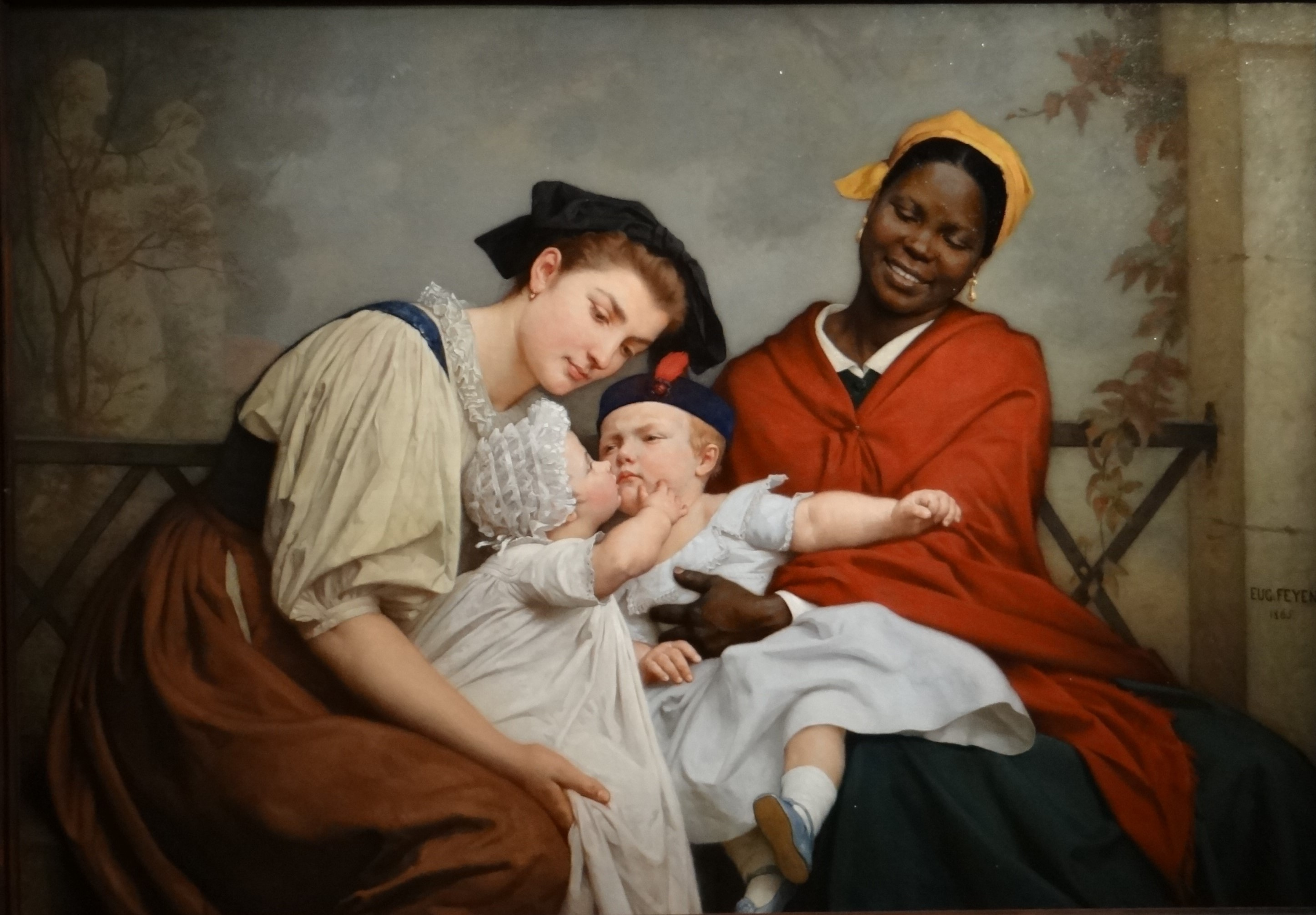
Le Baiser enfantin, tableau de Jacques-Eugène Feyen (1865).

Il est maintenant défini par la loi du 27 juin 2005 relative aux assistants maternels et aux assistants familiaux. Auparavant, il était régi par les lois 77-505 du 17 mai 1977 puis 92-642 du 12 juillet 1992.
Concernant les assistantes maternelles directement employées par les parents, une convention collective nationale a été signée le 1er juillet 2004, un an avant la parution de la dernière loi. Une nouvelle convention collective est en place depuis le 1er janvier 2022.
Les articles L.421-1 et suivants du code de l'action sociale et de la famille définissent la profession d'« assistant maternel » comme « la personne qui, moyennant rémunération, accueille habituellement et de façon non permanente des mineurs à son domicile ». Cette personne relève de l'emploi à domicile, même si elle travaille chez elle et non pas chez la famille qui l'emploie. L'agrément du président du conseil départemental est désormais obligatoire ; ce n'est pas le cas pour une garde d'enfant au domicile des parents.

#### Évolution
L'intitulé de la loi de 2005 ne rend pas compte d'une réalité : cette profession est essentiellement féminine, c'est celle des « nounous », anciennement « nourrices » ou « gardiennes » (c'est toujours leur nom en Belgique). Elle distingue maintenant nettement 2 professions :
- les assistants maternels, qui accueillent des enfants confiés par leurs parents à la journée, salariés par eux ou par des organismes privés ou des collectivités territoriales (crèches familiales) ;
- les assistants familiaux, qui accueillent les enfants qui ne peuvent demeurer dans leur propre famille et qui sont placés soit à la demande des parents, soit par décision judiciaire.

Depuis 2008, les assistants maternels peuvent recevoir à leur domicile un maximum de quatre enfants de manière simultanée.
En 2010, une loi autorise le regroupement de plusieurs assistants maternelles (au maximum quatre) dans un même local et hors du domicile. Ces regroupements se nomment des maisons d’assistants maternelles (MAM).

#### Situation dans l'ensemble des dispositifs
La profession d'assistante maternelle s'articule avec les autres pratiques d'Accueil du Jeune Enfant - PAJE.

### Aux États-Unis
Le United States Children's Bureau (en), créé en 1912, constitue l’un des premiers instruments fédéraux en faveur des enfants et des mères, menant des campagnes d’enregistrement des naissances, de lutte contre la mortalité infantile, de distribution de lait certifié, et d’information sanitaire auprès des familles. Le Sheppard–Towner Act (en)de 1921 représente une avancée pionnière : il prévoit des financements fédéraux pour la santé maternelle et infantile, le déploiement de sages-femmes, de visites à domicile et de centres de santé dans les États. Bien qu’il prenne fin en 1929, il établit les bases des programmes futurs de bien-être social. Parallèlement, le recours aux nourrices décline rapidement. Dès les années 1900, la substitution du lait humain par des préparations commerciales, l’évolution des pratiques médicales, et la diffusion de normes maternelles "modernes" contribuent à marginaliser la wet nursing, qui se maintient toutefois dans quelques institutions spécialisées ou auprès de prématurés. Dans les décennies d’après-guerre, la figure traditionnelle de la nourrice est pleinement remplacée par des modèles plus technicisés : lait artificiel, conseils scientifiques (influencés par des guides comme The Common Sense Book of Baby and Child Care de Benjamin Spock en 1946), et politiques publiques. Si la généralisation des crèches reste limitée jusqu’aux années 1970, la période voit l’émergence de programmes publics ciblés. Pendant et après la Seconde Guerre mondiale, des initiatives comme Emergency Maternity and Infant Care (EMIC) prennent en charge la maternité des familles des militaires, tandis que plus tard, la création du programme Head Start (1965) marque l’institutionnalisation de l’accueil collectif préscolaire pour les familles à faibles ressources. Dans les dernières décennies du XXᵉ siècle, la garde d’enfants devient un enjeu national, avec l’adoption de la Family and Medical Leave Act (1993) offrant jusqu’à 12 semaines de congé non rémunéré pour soins familiaux, suivi par des initiatives locales de congés payés. Le monde numérique renforce enfin la visibilité des parentalités via des communautés en ligne et des échanges sur les pratiques du care.

### Au Québec
Au Québec, on parle de « gardien d'enfants » ou, plus officiellement, de « garde en milieu familial » (Service de garde en milieu familial)). Ce service est un service où les enfants sont supervisés par un ou des adultes toute la journée. Ceci peut prendre place dans le foyer de la personne (garderie en milieu familial) ou dans un centre de la petite enfance (CPE), qui est un établissement ou plusieurs groupes de jeunes passent leurs journées. Ces services sont disponibles et utilisés par les enfants trop jeunes pour aller à l'école. Les employés de ces centres et garderies sont appelés éducateurs/trices.
Secteur réglementé dans cette province canadienne par le Ministère de la Famille, ce dernier a établi des bureaux coordonnateurs de la garde en milieu familial qui sont responsables de coordonner, contrôler et soutenir les services de garde éducatifs offerts par les responsables d’un service de garde (RSG) en milieu familial.
Au Canada, les nourrices peuvent en recevoir 6 enfants au maximum. Cependant, cette profession n’est pas aussi réglementée qu’en France.

### En Belgique
En Belgique, on les appelle les accueillantes.
Elles dépendent de l’ONE (Office de la naissance et de l'enfance). Cet organisme donne l’autorisation d’exercer le métier. Concernant le statut social d’assistant maternelle en Belgique, celui-ci est assez proche des travailleurs salariés.

### En Suisse
En Suisse la profession est nommée populairement maman de jour mais plus professionnellement "accueil familial de jour".

## Nourrices célèbres

### Histoire
- Maïa (ou Maya), « nourrice royale » du pharaon Toutânkhamon (XIIIe siècle av. J.-C.).
- Audierne (ou Hodierna) de Saint Albans (XIIe siècle), nourrice conjointement de Richard Cœur de Lion et du philosophe Alexandre Neckam.
- Dame Kasuga (1579-1643), nourrice de Iemitsu, troisième shogun Tokugawa.
- Mrs. Pack, nourrice du souffreteux Guillaume de Danemark et de Norvège (XVIIIe siècle), considérée par les Britanniques comme l’archétype de la « nanny ».

### Religions contemporaines
- Déborah, personnage biblique (Genèse 35:8.) qui fut la nourrice de Rébecca, épouse d’Isaac et mère des jumeaux Esaü et Jacob.
- Bithiah, nom donné dans le Midrash rabbinique à la fille de Pharaon qui sauva Moïse des eaux (Exode 2:6).
- Agathe de Catane (IIIe siècle), vierge martyrisée devenue sainte patronne des nourrices pour l'Église catholique, fêtée le 5 février.
- Thuwaybah, puis surtout Halimah al-Sa‘diyah, nourrices du prophète Mahomet (VIe siècle).
- Joséphine Bakhita (1869-1947), esclave noire qui travailla comme nourrice auprès du consul d’Italie avant de devenir religieuse catholique et d’être canonisée en l'an 2000 par le pape Jean-Paul II.

### Mythologie antique
- Caieta (ou Caiete), nourrice troyenne d’Énée selon Virgile (L’Énéide) et Ovide (Les Métamorphoses).
- Euryclée, nourrice d’Ulysse puis de Télémaque, dans l’Odyssée.
- Ino, princesse thébaine de la mythologie grecque, nourrice de Dionysos.
- Plusieurs femelles animales auraient également servi de nourrices à des personnages mythologiques ou romanesques (ainsi, à l'époque contemporaine, qu'à des « enfants sauvages »). On peut citer la chèvre (ou la nymphe, selon les traditions) Amalthée pour Zeus, les colombes pour Sémiramis, la biche pour Télèphe, l'ourse pour Atalante ou pour Pâris, la simiesque femelle mangani pour Tarzan, la louve palatine pour Romulus et Rémus ou la Mère Louve de Mowgli. Selon Pseudo-Apollodore, le héros thessalien Achille (dont le nom viendrait du fait « que jamais il n’avait approché ses lèvres d’un sein ») fut nourri enfant par le centaure Chiron avec des abats de bêtes fauves. En outre, selon certaines légendes, le souverain achéménide Cyrus Ier fut allaité enfant par une chienne, tandis que les futurs rois Crésus (Lydie) et Xerxès Ier (Perse) ainsi que le futur général macédonien Lysimaque le furent par des juments.

### Fictions littéraires et artistiques
- Bécassine, héroïne bretonne de bande dessinée créée en 1905 (le neuvième album de la série, paru en 1922, s'intitule Bécassine nourrice).
- Iphigénie Doubtfire (Daniel Hillard, sous sa véritable identité), personnage principal du roman Quand papa était femme de ménage d'Anne Fine publié en 1987, de son adaptation cinématographique de 1993, Madame Doubtfire (Mrs. Doubtfire), réalisée par Chris Columbus avec Robin Williams dans le rôle titre, et de son adaptation théâtrale par Albert Algoud en 2003 (avec Michel Leeb).
- Fran Fine, personnage interprété par Fran Drescher dans la série télévisée américaine Une nounou d'enfer (The Nanny) créée en 1993.
- Nanny McPhee (Nounou McPhee au Québec), héroïne du film du même nom sorti en 2005 et de Nanny McPhee et le Big Bang en 2010 (avec Emma Thompson dans le rôle-titre), inspirés de la série de romans Nurse Matilda (1964-1975) de Christianna Brand.
- Mary Poppins, personnage éponyme issu du roman de Pamela L. Travers (1934), puis héroïne d'un film produit par les studios Disney (1964), avec Julie Andrews dans le rôle-titre, d'une comédie musicale créée en 2004 et d'un second film Disney (2018) avec Emily Blunt dans le rôle-titre.
- Jessie Prescott, héroïne de la série télévisée américaine Jessie, créée en 2011 sur Disney Channel, avec Debby Ryan dans le rôle titre.
- Super Nanny (Supernanny, dans sa version britannique originale), éducatrice de l'émission de téléréalité du même nom, créée en 2004 et diffusée dans de nombreux pays. En France, le rôle fut tenu par Cathy Sarraï sur M6, puis par Sylvie Jenaly, sur TFX (anciennement NT1) et TF1.
- Julie Toronto, personnage incarné par Mimi Mathy dans le téléfilm français Une nounou pas comme les autres réalisé par Éric Civanyan en 1994.
- Dans son roman Chanson douce paru en 2016, Leïla Slimani retrace le récit inspiré d'une histoire vraie d'une nourrice schizophrène, qui sera ensuite interprétée au cinéma par Karin Viard en 2019[24].